# Достлук
Достлук (туркм. Dostluk) — город в Койтендагском этрапе Лебапского велаята Туркменистана.

## История
5 января 1967 года населённый пункт Южный получил статус посёлка городского типа и наименование Достлук. В 2016 году был присвоен статус города. Входил в состав и был административным центром этрапа Бейик Туркменбаши, но после ликвидации этрапа 25 ноября 2017 года решением Парламента Туркменистана Достлук был включён в состав Довлетлийского этрапа.

## География
Расположен на берегу Каршинского магистрального канала рядом с железнодорожной станцией Азатлык (на линии Керки — Термез).

## Население
| 1970 | 1979 | 1989 |
| ---- | ---- | ---- |
| 2998 | 3554 | 4534 |